# 외환죄
외환죄(外患罪, 독일어: landesverrat, 영어: landesverrat, treason)는 외부로부터 국가의 존립을 위태롭게 하는 범죄이다. 대한민국 형법의 외환죄에는 외환유치죄(外患誘致罪), 여적죄(與敵罪), 모병이적죄, 시설제공이적죄, 시설파괴이적죄, 물건제공이적죄, 간첩죄, 일반이적죄 및 전시군수계약불이행죄 등이 규정되어 있다.

## 외환죄의 종류
- 외환유치죄 - 외국과 통모하여 대한민국에 대하여 전단을 열게 하거나 외국인과 통모하여 대한민국에 항적하는 행위를 말한다. 법정형은 사형 또는 무기징역이다.
- 여적죄 - 적국과 합세하여 대한민국에 항적(버티어 대적)하는 행위를 말한다. 대한민국 형법에서 유일하게 사형만을 법정형으로 규정하고 있다.
- 모병이적죄 - 적국을 위하여 모병하거나 모병에 응하는 행위를 말한다.
- 시설제공이적죄 - 군용품(병기, 탄약 기타 군용에 공하는 물건)이나 군용시설(군대, 요새, 진영, 군용에 공하는 선박이나 항공기 기타 장소, 설비 또는 건조물)을 적국에 제공하는 행위를 말한다.
- 시설파괴이적죄 - 적국을 위하여 군용품이나 군용시설을 파괴하거나 사용할 수 없게 하는 행위를 말한다.
- 물건제공이적죄 - 군용에 공하지 아니하는 병기, 탄약 또는 전투용에 공할 수 있는 물건을 적국에 제공하는 행위를 말한다.
- 간첩죄 - 적국을 위하여 간첩하거나 적국의 간첩을 방조하거나 군사상의 기밀을 적국에 누설하는 행위를 말한다. 법정형은 사형, 무기 또는 7년 이상의 징역이다.
- 일반이적죄 - 위에 열거된 행위 외에 대한민국의 군사상 이익을 해하거나 적국에 군사상 이익을 공여하는 행위를 말한다. 법정형은 무기 또는 3년 이상의 징역이다.
- 전시군수계약불이행죄 - 전쟁 또는 사변에 있어서 정당한 이유 없이 정부에 대한 군수품 또는 군용공작물에 관한 계약을 이행하지 않거나 이러한 계약을 방해하는 행위를 말한다. 법정형은 10년 이하의 징역이다.

## 적국
외환죄에서 '적국(敵國)'이란 대한민국과 교전상태에 있는 외국을 말하며, 대한민국에 적대하는 외국 또는 외국인의 단체도 적국으로 간주한다.(준적국：형법 제102조)
조선민주주의인민공화국이 외환죄에 있어서 대한민국의 '적국'에 해당하는지는 논란이 있지만, 대한민국 대법원은 '간첩죄에 있어서는 이를 국가에 준하여 취급하여야 한다'고 판시하고 있다. 다만, 국가보안법이 형법의 특별법이므로, 조선민주주의인민공화국의 간첩은 통상 국가보안법을 적용하여 처벌한다.
북한괴뢰집단은 우리 헌법상 반국가적인 불법단체로서 국가로 볼 수 없으나, 간첩죄의 적용에 있어서는 이를 국가에 준하여 취급하여야 한다는 것이 당원(當院)의 판례이며(1959.7.18 선고4292형상180 판결 및 1971.9.28 선고 71도1498 판결 각 참조), 현재 이 견해를 변경할 필요는 느끼지 않는다. 위와 같은 견해가 헌법에 저촉되는 법률해석이라는 논지는 독단적 견해에 불과하여 받아들일 수 없다. — 대법원 1983.3.22. 선고 82도3036 판결 【간첩·구국가보안법위반·반공법위반·국가보안법위반】

## 공소시효
외환죄는 내란죄, 반란죄와 마찬가지로 대표적인 헌정질서 파괴범죄로서, 이 죄에 대하여는 헌정질서 파괴범죄의 공소시효 등에 관한 특례법(1995년 12월 21일 제정)에 의해 공소시효가 적용되지 않는다.

## 같이 보기
- 반역죄
- 내란죄
- 국가보안법